# Sierra National Airlines
Sierra National Airlines, ehemals Sierra Leone Airways (1958–1983) und Sierra Leone Airlines (1983–1987), war die nationale Fluggesellschaft von Sierra Leone mit Sitz in Freetown und Basis auf dem Freetown International Airport. 

## Geschichte
Zum wiederholen Mal wurde 1987 der Betrieb der staatliche Fluggesellschaften von Sierra Leone eingestellt.  Am 1. Mai 1990 wurde der Betrieb und der Name Sierra National Airlines wieder aufgenommen, in den Folgejahren aber aufgrund des Bürgerkrieges immer wieder eingestellt. Zwischen 2004 und 2005 wurden regelmäßig Flüge zum Gatwick Airport bei London durchgeführt.
Im Oktober 2004 gab es Gespräche zwischen Gold Coast Aviation (Pty) Ltd aus Südafrika. Die Planungen, regelmäßige Verbindungen nach Monrovia, Accra, Abidjan, Conakry, Banjul und Johannesburg sowie nach London und Dubai zu unterhalten, wurden nicht verwirklicht.
Ende 2005 wurde der aktive Flugbetrieb eingestellt und nur noch die Bodenabfertigung für andere Fluggesellschaften übernommen.

## Flotte und Flugziele

### Sierra National Airlines
Im Januar 2005 bediente Sierra National Airlines Amsterdam, London und Banjul. Die Flotte bestand aus einer Boeing 707-323C.

### Vorgängergesellschaften
Die Sierra Leone Airways und Sierra Leone Airlines verfügten in ihren 29 Betriebsjahren über zahlreiche Flugzeuge:
- 3 Boeing 707
- 1 Boeing 720
- Bristol Britannia
- 3 Britten-Norman Trislander
- 3 De Havilland DH.89 Dragon Rapide
- 5 De Havilland DH.114 Heron
- 1 Rockwell Sabreliner
- 1 Vickers VC10